# Крылов, Григорий Олегович
Григорий Олегович Крылов (род. 1935) — советский и российский военный и государственный деятель, а также учёный, кандидат юридических наук, доктор физико-математических наук, профессор; полковник в отставке.

## Биография
Родился 24 октября 1935 года в Москве. 

### Образование
В 1956 году окончил Двинское военное авиационное радиотехническое училище по профилю радиолокации, радиотехнической разведки и  радиоэлектронной борьбы. После службы в Вооруженных силах, в 1963 году, с отличием окончил Военно-воздушную инженерную академию им. Н.Е. Жуковского. В 2004 году окончил Российскую правовую академию Министерства юстиции РФ, в 2005 году — Российскую академию правосудия, в 2009 году — факультет переподготовки и повышения квалификации Военной академии Генерального штаба Вооруженных Сил РФ.

### Деятельность
В 1958 году в академии Жуковского начал заниматься научной  работой в коллективе академика Г. С. Поспелова под руководством академика А. А. Красовского. За свои работы был удостоен первых премий на Молодежном конкурсе академии в 1961 и 1963 годах, а также первой премии на Всесоюзном Молодежном конкурсе лучших научных работ в 1964 год (эта работа стала его кандидатской диссертацией). В последующем занимался системным анализом фундаментальных и прикладных проблем распознавания образов и управления движением в интересах обоснования проектных и оперативно-тактических решений. Докторскую диссертацию защитил в 1975 году. За руководство научной работой слушателей академии имени Жуковского, отмеченных Первыми премиями на Всесоюзных конкурсах, Крылов неоднократно отмечался Министром высшего и среднего специального образования СССР.
Григорий Олегович участвовал в подготовке космонавтов в Академии им. Н.Е. Жуковского, затем — в Академии им. Ю.А. Гагарина. Лично экспериментально проверил новые теоретические результаты в роли старшего штурмана авиационной дивизии во время учений в удаленных районах Северной Атлантики в 1973 году. Подготовил учебные пособия, по которым в войсках осваивали самолеты третьего поколения (с бортовыми ЭВМ).
В 1978 году сформировал и возглавил отдел Системного анализа Центрального института военно-технической информации. В 1978-1980 годах руководил Комиссией математического обеспечения прогнозных разработок Комитета по прогнозированию научно-технического прогресса ВСНТО. В  1979-1982 годах, будучи заместителем начальник управления Генштаба ВС СССР, готовил сводки по системному анализу прикладных научно-технических проблем для обеспечения принятия решений Высшим руководством страны. Отработал методику оценки обстановки и принятия решений в роли начальника штаба фронта на командно-штабных учениях Генштаба.
В 1983 году под руководством академика В. С. Семенихина провел системный анализ состояния и перспектив развития и применения вычислительной техники в СССР и за рубежом, на основании чего провел цикл докладов Высшему руководству и крупнейшим специалистам страны. Был назначен ученым секретарем Межведомственного координационного совета по проблеме «Моделирование крупномасштабных систем» при Государственном комитете по науке и технике СССР и избран членом бюро секции «Управление развитием систем» Научного совета по комплексной проблеме «Кибернетика» Академии наук СССР.
В 1985 году также по поручению академика В. С. Семенихина сформировал и возглавил отдел системной защиты информации НИИ Автоматической аппаратуры, межбазовую кафедру Системного анализа и исследования операций и кафедральный вычислительный центр для подготовки инженеров-математиков. В 1987-1990 годах на кафедре Системного анализа и программного обеспечения АСУ провел цикл работ по качественно новой организации учебного процесса целевой подготовки инженеров-математиков.
В 1999 году Григорий Олегович был приглашен на должность профессора кафедры уголовного процесса Военного университета Министерства обороны, где за научное руководство студенческой работой, отмеченной медалью Министерства образования РФ по итогам открытого конкурса 2001 года, был награжден дипломом Министерства образования РФ.  В 2008 году признан лучшим преподавателем по кафедре геополитики Военного Университета.
Получив дополнительные образования в 2000-х годах, руководил межвузовским кружком студенческого научного общества «Информационная безопасность личности, общества и государства». Уже в преклонном возрасте в 2007 году защитил диссертацию на соискание ученой степени кандидата юридических наук на тему «Международный опыт правового регулирования информационной безопасности и его применение в Российской Федерации» и был назначен заместителем председателя объединенного диссертационного совета по информационной безопасности и защиты информации (председатель совета генерал армии Старовойтов А. В.).
С 2012 года работает профессором кафедры информационной безопасности Финансового университета при Правительстве Российской Федерации. Член редакционного совета журнала «Информатизация и связь». В ноябре 2017 года был членом оргкомитета ежегодной международной молодежной научно-практической конференции студентов, аспирантов и молодых учёных «Информационная безопасность в банковско-финансовой сфере», проведенной Финансовым университетом.
Ветеран военной разведки, ветеран Вооруженных сил, ветеран труда.

## Заслуги
- В 1998 году был избран член-корреспондентом, в 2000 году — действительным членом (академиком) Российской академии транспорта по отделению информатики и управления.
- В 2001 году избран действительным членом (академиком) Академии военных наук по отделению информационной безопасности.
- Награждён многими медалями, включая медали «За безупречную службу» трех степеней.
- Указом Президента Российской Федерации № 412 от 9 апреля 2013 года за заслуги в научно-педагогической деятельности и подготовке высококвалифицированных специалистов удостоен звания «Заслуженный работник высшей школы Российской Федерации».